# Plestiodon tamdaoensis
Espèce
Synonymes
- Eumeces tamdaoensis Bourret, 1937

Plestiodon tamdaoensis est une espèce de sauriens de la famille des Scincidae.

## Répartition
Cette espèce se rencontre :
- au Viêt Nam dans les provinces de Bắc Kạn, de Cao Bằng, de Hải Dương, de Hòa Bình, de Vĩnh Phúc, de Sơn La, de Nghệ An ;
- à Hong Kong en République populaire de Chine.

## Étymologie
Son nom d'espèce, composé de tamdao et du suffixe latin -ensis, « qui vit dans, qui habite », lui a été donné en référence au lieu de sa découverte, la ville de Tam Đảo.

## Publication originale
- Bourret, 1937 : Notes herpetologiques sur l'Indochine française. XII. Les lezards de la collection du Laboratoire des Sciences Naturelles de l'Universite. Descriptions de cinq especes nouvelles. Bulletin Général de l'Instruction publique de Hanoï, p. 1-22, 23-39.